# NGC 4211
NGC 4211 је лентикуларна галаксија у сазвежђу Береникина коса која се налази на NGC листи објеката дубоког неба.
Деклинација објекта је + 28° 10' 39" а ректасцензија 12h 15m 35,8s. Привидна величина (магнитуда) објекта NGC 4211 износи 13,5 а фотографска магнитуда 14,4. NGC 4211 је још познат и под ознакама NGC 4211A, UGC 7277, MCG 5-29-42, KCPG 327A, ARP 106, VV 199, CGCG 158-53, PGC 39221.